# Saprosites perbrevitarsis
Saprosites perbrevitarsis är en skalbaggsart som beskrevs av Schmidt 1909. Saprosites perbrevitarsis ingår i släktet Saprosites och familjen Aphodiidae. Inga underarter finns listade i Catalogue of Life.